# 문현아의 별이 빛나는 아침
문현아의 별이 빛나는 아침은 경인방송(FM 90.7MHz)에서 토요일 오전 8시부터 9시까지 방송했던 라디오 프로그램이다. 2024년 5월 25일 자로 3년만에 폐지되었다.

## 코너소개
- 속닥속닥 공감해드려요